# 升國大長公主
升國大長公主（1010年代？—11世纪1020年代或1030年代），法名志冲，宋真宗女儿，母亲是杜贵妃。
皇女出生时母亲杜琼真已由后宫入道多年。她亦自幼为道士，入道时间当是大中祥符八年（1015年）正月乙未，时名妙元。因此，在父亲宋真宗在位期间没有被册封为公主，仅称七公主。何时逝世不详。明道二年（1033年）十一月，刚刚亲政的兄长宋仁宗，追封早逝的妹妹为衛國長公主，赐号清虛靈照大師。慶曆七年（1047年），追封魯國大長公主，諡昭懷。宋徽宗改封升國大長公主。政和年間，改為昭怀大長帝姬。